# Juana de Castro

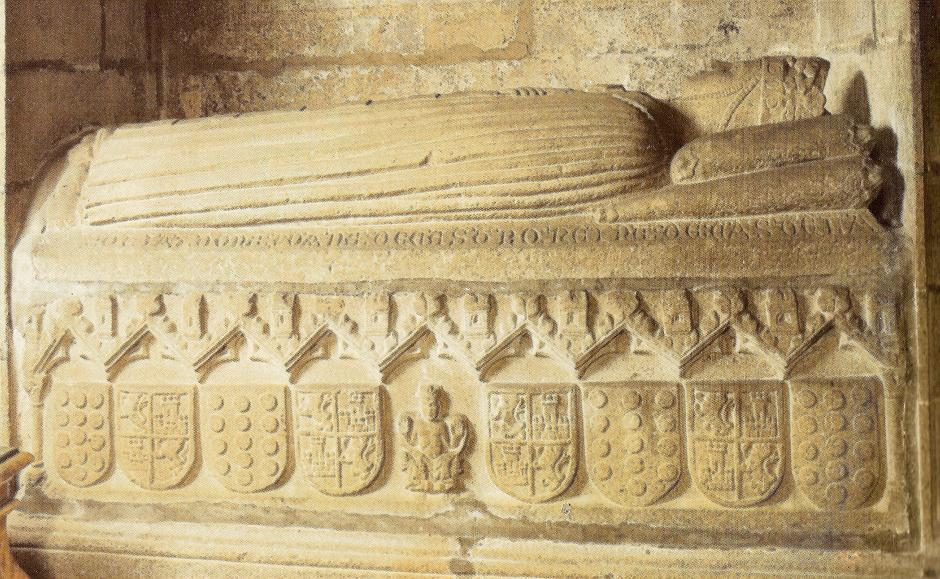
Tomba de Joana de Castro a la catedral de Santiago de Compostel·la

Juana de Castro (1340 - 21 d'agost de 1374) va ser una aristòcrata castellana, filla de Pedro de Castro, cavaller gallec, i d'Isabel Ponce de León. Era besneta del rei Sanç IV de Castella i germanastra d'Agnès de Castro.
Era vídua de Diego Fernández de Haro senyor de Biscaia quan es casà amb Pere I de Castella dit el Cruel. El rei s'enamorà d'ella i, malgrat estar casat amb Blanca de Borbó i, posteriorment amb Maria de Padilla, el 1354 es casà amb Joana a Cúellar. Fruit d'aquest matrimoni va néixer l'infant Joan de Castella, que es casà amb Elvira de Eril y Falces i tingué dos fills:
- Pere de Castella (1394-1461), bisbe d'Osma i Palència.
- Constanza de Castilla i Eril (c. 1405-1478), que fou priora del convent de Santo Domingo el Real de Madrid, en el qual fou sepultada a la seva mort.

Del seu primer matrimoni tingué també un fill Pedro Díaz de Haro (mort jove vers el 1370).
Va morir a Monforte de Lemos el 21 d'agost de 1374.